# 郭岱軒
郭岱軒（1984年1月25日—），曾任新聞台記者、新聞主播與主持人。2008年進入TVBS新聞部擔任記者，曾任中視新聞主播、人間衛視新聞主播、高點電視台《高點鬧新聞》節目主持人。後至台北101尊榮俱樂部擔任服務生、台北市議員郭昭巖研究室秘書、2021年12月12日於臉書宣布以無黨籍身份參選新北市議員。

## 生平概略
郭岱軒父親是中華民國憲兵連長退休、母親擔任工廠倉管。家中有三個兄弟，郭岱軒排行老么，其中他與二哥郭岱庭是雙胞胎兄弟，高二時母親因車禍離世，大學就讀國立政治大學新聞系。大學畢業後，曾先後進入多家媒體包括TVBS、三立、東森、中天、中視、擔任記者，主跑政治線、娛樂線以及業務部文字企劃，2018年轉戰新媒體，後加入艾迪昇經紀公司，撰寫包括《你媽知道你在發廢文嗎？》、《失業100天》等著作。
2020年8月於台北101高空餐廳及101百萬俱樂部擔任服務生，2021年5月擔任台北市議員郭昭巖研究室秘書，以餐飲業及幕僚工作等經歷，撰寫為《當失業成即時動態》。

## 選舉紀錄
| 年度 | 選舉屆數             | 選舉區           | 所屬政黨 | 得票數 | 得票率 | 當選標記 | 備註  |
| ---- | -------------------- | ---------------- | -------- | ------ | ------ | -------- | ----- |
| 2022 | 第四屆新北市議員選舉 | 新北市第三選舉區 | 無黨籍   | 3,113  | 1.71%  |          | [ 8 ] |

## 學歷
- 新北市立中平國民中學
- 國立新莊高中
- 國立政治大學新聞學系
- 香港浸會大學國際新聞傳播交換生
- 國立政治大學廣播電視學研究所

## 經歷
- TVBS新聞部黨政組記者
- 三立電視新聞部黨政組記者、娛樂記者
- 東森電視新聞部政治中心記者
- 中視新聞國會記者、新聞主播
- 人間衛視新聞部採訪組組長、《人間新聞》主播
- 《智慧機器人網》媒體部主任
- 中廣新聞網《新聞ELEVEN》節目主持人[9]

## 電視節目
- 高點電視台《高點鬧新聞》節目主持人。與財經主播邱沁宜搭擋。[10]
- 高點電視台《臺灣百味》節目代班主持人。與藝人阿諾搭擋。
- 東風衛視《超級辯辯辯》節目代班主持人。

## 活動暨典禮主持
- 2022《PRESTIGE國際中文版》 Bo's Day Party 時尚派對主持。
- 2021 南港「藝之星教會」錫口廊道公園聖誕晚會主持。與教會傳道楊羽霓搭擋。[11]
- 2021《PRESTIGE國際中文版》 40 under 40 頒獎典禮暨酒會主持。與藝人陳艾熙搭擋。
- 2021 MICHAEL KORS春酒聯誼活動主持。
- 2020 南港「藝之星教會」聖誕大型福音舞台劇回家活動主持。與藝人唐玲搭擋。
- 2020《PRESTIGE國際中文版》 40 under 40 頒獎典禮暨酒會主持。與藝人黃詩詩搭擋。
- 109年度 林口區公所「鼠報年來福滿門 林口慶元宵晚會」主持。
- 109年度 臺北市勞動局「青少年勞動權益話劇競賽─勞勞記住你的青春」初賽主持。
- 2019 世貿台北樂器音樂大展主持。
- 2018 UDN 聯合瘋活動《 Piano Battle 鋼琴大鬥法》主持。
- 世界郭氏宗親總會晚宴主持。與台北市議員郭昭巖搭擋。
- 世界領袖教育基金會職場戰鬥營評審。

## 著作
| 書名                                                             | 出版社               | 出版日期      |
| ---------------------------------------------------------------- | -------------------- | ------------- |
| 《你媽知道你在發廢文嗎？ （页面存档备份，存于）》                | 華方整合行銷         | 2018年5月24日 |
| 《失業100天：失業一時爽，一直失業很不爽 （页面存档备份，存于）》 | 帕斯頓數位傳播多媒體 | 2019年6月6日  |

## 外部連結
- 郭岱軒的Facebook專頁
- 郭岱軒的Instagram帳戶
- YouTube上的郭岱軒頻道